# Maskenball in der Oper

Maskenball in der Oper
Édouard Manet, 1878/79
59,1 × 72,5 cm
Öl auf Leinwand
National Gallery of Art, Washington, D.C.

Maskenball in der Oper (französisch: Bal masqué à l’Opéra oder Le bal de l’Opera) ist ein 1873 entstandenes Gemälde des französischen Malers Édouard Manet. Das 59,1 × 72,5 cm große, in Öl auf Leinwand gemalte Bild zeigt Manet in Begleitung seiner Freunde beim jährlichen Maskenball der alten Pariser Oper in der Rue Le Pelletier. Manet arbeitete an dem Gemälde, zu dem verschiedene Vorstudien existieren, über mehrere Monate in seinem Atelier. Noch bevor er das Bild vollendete, brannte das Opernhaus ab und wurde später abgerissen. Manets Maskenball in der Oper zeigt daher ein Ereignis, das letztmals an diesem Ort stattfand und erst nach Vollendung der Opéra Garnier einen neuen Schauplatz erhielt. 
Der Maskenball in der Oper gehörte zu den Werken, die Manet 1874 der Jury des Salon de Paris vorlegte, die das Bild jedoch ohne Nennung von Gründen ablehnten. Obwohl das Gemälde erst nach Manets Tod erstmals in einer öffentlichen Ausstellung zu sehen war, gehört es seit seiner Entstehung zu den meistdiskutierten Arbeiten des Künstlers. So setzen sich bereits Manets Zeitgenossen Stéphane Mallarmé und Edmond de Goncourt mit dem Gemälde auseinander, später gefolgt vom deutschen Kunsthistoriker Julius Meier-Graefe oder dem französischen Philosophen Michel Foucault. Uneinigkeit besteht nicht nur bei der Frage nach möglichen Vorbildern zu diesem Werk, sondern einige Autoren sehen in diesem Bild zudem Anspielungen auf die politische Situation zu Beginn der Dritten Französischen Republik, die ein Grund für die Ablehnung des Bildes zum Salon von 1874 sein könnte.
Das Gemälde gehört zu den wenigen Gruppenbildnissen im Œuvre des Künstlers und ist eines der wenigen Werke, in denen sich Manet selbst porträtierte. Das Gemälde befindet sich in der Sammlung der National Gallery of Art, Washington, D.C.

## Provenienz
Manet verkaufte das Gemälde am 18. November 1873 direkt aus seinem Atelier, ohne Zwischenhändler für 6.000 Franc an den Opernsänger Jean-Baptiste Faure. Dieser gehörte zu den frühesten Förderern der Impressionisten und besaß mit 67 Werken Manets die größte Sammlung seiner Arbeiten in Privatbesitz. Am 29. April 1878 ließ Faure einen Teil seiner Sammlung im Pariser Auktionshaus Hôtel Drouot versteigern. Hierunter befand sich mit der Nr. 40 auch der Maskenball in der Oper, der für 6.000 Franc zurück an Faure ging. Er behielt das Bild bis zum 9. Januar 1893, als er es für 15.000 Franc an den Kunsthändler Paul Durand-Ruel veräußerte, der es zunächst in der Pariser Filiale seiner Galerie anbot und später in der New Yorker Filiale ausstellte.
Am 16. Januar 1894 erwarben der amerikanische Zuckerfabrikant Henry Osborne Havemeyer und seine Frau Louisine den Maskenball in der Oper von Durand-Ruel für 8.000 US-Dollar. Das Paar gehörte zu den ersten Sammlern der Werke des Impressionismus in den Vereinigten Staaten und ihre Sammlung umfasste 25 Arbeiten Manets, darunter einige Hauptwerke des Künstlers. Nach dem Tod von Henry Osborne Havemeyer im Jahr 1907 verblieb diese Sammlung bei seiner Frau, die in ihrem Testament den Großteil der Kunstwerke dem Metropolitan Museum of Art in New York vermachte. Nach ihrem Tod 1929 ging ein kleiner Teil der Gemäldesammlung an die drei Kinder der Havemeyers. Der Sohn Horace Havemeyer (1886–1956) erbte den Maskenball in der Oper, der später in den Besitz seiner Frau Doris Anna Dick (1890–1982) überging. Nach ihrem Tod kam das Gemälde als „Schenkung von Mrs. Horace Havemeyer in Erinnerung an ihre Schwiegermutter Louisine Havemeyer“ in die National Gallery of Art in Washington, D.C.